# Ti regalo un sorriso
Ti regalo un sorriso è un album raccolta di Mia Martini, che attinge in particolare dal catalogo DDD.
Venne pubblicato su 33 giri nel 1988 dall'etichetta CGD. Nel 1989 venne pubblicato su CD.

## Tracce
1. Ti regalo un sorriso - 5.14
2. Ancora grande - 3.29
3. E ancora canto - 3.40
4. Parlate di me - 3.09
5. Sono tornata - 3.51
6. Del mio amore - 3.00
7. Quante volte - 4.15
8. Nuova gente - 4.30
9. Bambolina - 4.03
10. Stelle - 4.57
11. E non finisce mica il cielo - 4.04
12. Spaccami il cuore - 4.02
13. Solo noi - 4.29